# Podchody
Podchody – rodzaj prostej gry terenowej dla dzieci i młodzieży, często organizowanej na obozach harcerskich. W najmniej złożonej postaci polega na tym, że jedna grupa ucieka, zostawiając po drodze strzałki, ślady i zadania do rozwiązania (listy), a druga grupa musi ją złapać. W typach bardziej skomplikowanych to organizatorzy układają łamigłówki i zadania, mające doprowadzić do odnalezienia miejsc, do których zawodnicy mają dotrzeć.

## Zasady w wersji podstawowej
Grupa pościgowa wyrusza 15-30 min. po grupie uciekającej. Należy odnaleźć i rozwiązać wszystkie pozostawione przez pierwszą grupę zadania. Drużyna uciekająca wygrywa, kiedy zadania nie zostaną rozwiązane. Drużyna pościgowa wygrywa, kiedy złapie drużynę uciekającą przed dotarciem do określonego celu.
W podchody gra się późną porą, najlepiej w nocy.

### Przybory
Do gry potrzebne są:
- blok rysunkowy
- coś do pisania (mazaki, długopisy itp.)
- wstążka lub nitka do przyczepiania kartek do drzew lub słupów

### Miejsca do zabawy
- las – ze względu na spory obszar oraz wiele ścieżek, las oraz droga do niego prowadząca są bardzo dobrym miejscem do zabawy w podchody. W lesie zostawia się zwykle strzałki z gałęzi.
- miasto – tu strzałki można rysować kredą na betonie.

## Alternatywne zasady
Jedną z odmiennych zasad jest pisanie podpowiedzi, gdzie zostały schowane karteczki. Grupa szukających musi znaleźć osoby z drużyny przeciwnej i pokazać wszystkie znalezione karteczki. Szukający wygrywają, gdy znajdą wszystkie karteczki.

## Zasady „wojskowe”
Nazwa pochodzi od zasad. Drużyna uciekająca wychodzi 15-30 minut przed szukającą i zostawia ślady oraz wskazówki. Po około godzinnym marszu odszukuje kryjówkę. Oczekuje na drużynę szukającą i – jeśli ci ich wcześniej nie zauważą – atakuje ją. Jeśli jednak szukający ich wytropią, to oni muszą napaść uciekinierów.